# Steganolauxania latipennis
Steganolauxania latipennis är en tvåvingeart som först beskrevs av Daniel William Coquillett 1898.  Steganolauxania latipennis ingår i släktet Steganolauxania och familjen lövflugor. Inga underarter finns listade i Catalogue of Life.